# Ukkusissat (berg)
De Ukkusissat (Deens: Store Malene, in de oude spelling ook vermeld als Uvkusigssat) is een berg in het zuidwesten van Groenland, in de gemeente Sermersooq. Ten zuidoosten van deze berg ligt de luchthaven van Nuuk.
De berg vormt tevens het einde van de Nuup Kangerlua, de langste fjord in het zuidwesten van Groenland.